# Сонячний коровай
«Сонячний коровай» — анімаційний фільм 1981 року Творчого об'єднання художньої мультиплікації студії Київнаукфільм.

## Сюжет
Казкова історія про те, як рано-вранці від бабусі втекло... тісто. І перетворилось, підсмажившись на сонечку, на солодкий Сонячний Коровай, якого вистачило поласувати і звірятам, і пташкам...

## Над мультфільмом працювали
- Автор сценарію: Григорій Усач
- Режисер: Алла Грачова
- Художник-постановник: Микола Чурилов
- Оператор: Олександр Мухін
- Композитор: Богдан-Юрій Янівський
- Звукорежисер: Ізраїль Мойжес
- Художники-мультиплікатори: Костянтин Чикін, М. Бондар, В. Арсентьєв, Я. Селезньова, В. Врублевський
- Ролі озвучили: В. Коршун, Людмила Ігнатенко, Л. Томашевська
- Редактор: Світлана Куценко
- Директор картини: Іван Мазепа